# 하쿠신선
하쿠신선(일본어: 白新線)은 일본 니가타현 니가타시 주오구의 니가타역부터 시바타시의 시바타 역까지를 잇는 동일본 여객철도의 간선 철도 노선이다.

## 노선 정보
- 관할 (사업 종별) · 구간 (영업 거리) :
  - 동일본 여객철도 (제 1 종 철도사업자)
    - 니가타 역 - 시바타 역 : 27.3km (니가타 역 - 가미눗타리 신호장(1.9km)은 신에쓰 본선과 중복. 이 표시는 기본계획상의 것으로, 선로 명칭상은 기종점역과 역전되고 있다)

  - 일본화물철도 (제 2 종 철도사업자)
    - 가미눗타리 신호장 - 시바타 역 : 25.4km
- 궤간 : 1067mm
- 역 수 : 10 (기종점역 포함)
  - 하쿠신 선 소속 역을 한정된 경우, 기종점역(니가타 역은 신에쓰 본선, 시바타 역은 우에쓰 본선의 소속)이 제외되어, 8역이 된다.
- 복선화 구간 : 니가타 역 - 니자키 역 간
- 전철화 구간 : 전 구간 전철화 (직류 1500V)
- 폐색방식 : 자동 폐색식
- 보안 장치 : ATS-Ps
- 운전 지령소 : 니가타 종합 지령실 (니가타 화물 터미널 역 - 시바타 역 간 CTC)
- 최고속도 : 우등 열차 120km/h, 보통 열차 100km/h.

## 역 목록
| 역명               | 일어 역명          | 역간 거리 | 영업 거리 | 접속 노선                                                                                     | 소재지   | 소재지   |
| ------------------ | ------------------ | --------- | --------- | --------------------------------------------------------------------------------------------- | -------- | -------- |
| 니가타             | 新潟               | -         | 0.0       | 동일본 여객철도 조에쓰 신칸센 · 신에쓰 본선 (직통 있음) · 에치고선 (직통 있음) · 반에쓰사이선 | 니가타시 | 주오구   |
| 가미눗타리 신호장  | 上沼垂信号場       | -         | 1.9       | 일본화물철도 신에쓰 본선 화물 지선 (눗타리 역 · 야케지마 역) 방면                             | 니가타시 | 주오구   |
| 히가시니가타       | 東新潟             | 5.0       | 5.0       |                                                                                               | 니가타시 | 히가시구 |
| 니가타 화물 터미널 | 新潟貨物ターミナル | 5.0       | 5.0       | 일본화물철도 신에쓰 본선 화물 지선 (에치고이시야마역 방면)                                    | 니가타시 | 히가시구 |
| 오가타             | 大形               | 2.0       | 7.0       |                                                                                               | 니가타시 | 히가시구 |
| 니자키             | 新崎               | 2.6       | 9.6       |                                                                                               | 니가타시 | 기타구   |
| 하야도리           | 早通               | 1.9       | 11.5      |                                                                                               | 니가타시 | 기타구   |
| 도요사카           | 豊栄               | 3.5       | 15.0      |                                                                                               | 니가타시 | 기타구   |
| 구로야마           | 黒山               | 3.0       | 18.0      | 니가타 현 : 구로야마 역 분기 니가타히가시 항 전용선 (니가타히가시코 철도)                     | 니가타시 | 기타구   |
| 사사키             | 佐々木             | 3.0       | 21.0      |                                                                                               | 시바타시 | 시바타시 |
| 니시시바타         | 西新発田           | 3.3       | 24.3      |                                                                                               | 시바타시 | 시바타시 |
| 시바타             | 新発田             | 3.0       | 27.3      | 동일본 여객철도 우에쓰 본선 (무라카미 방면으로 직통 있음)                                     | 시바타시 | 시바타시 |